# Horst Feistel
Horst Feistel (Berlim, 30 de Janeiro de 1915 — 14 de Novembro de 1990) foi um criptógrafo que trabalhou no desenvolvimento de cifras na IBM, iniciando uma pesquisa que culminaria na criação do DES na década de 1970.
Horst Feistel é mais conhecido pelo seu trabalho na construção da Rede Feistel, um método comum para construção de algoritmos de criptografia.